# Szymon Bojko
Szymon Bojko (* 25. Februar 1917 in Warschau; † 24. Oktober 2014) war ein polnischer Kunsthistoriker und -kritiker.
Bojko gilt als Förderer der zeitgenössischen polnischen Malerei. Als Drehbuchautor schuf er Dokumentarfilme, die der polnischen Gegenwartskunst gewidmet sind.
Von 1984 bis 2001 war er Dozent an der Rhode Island School of Design in Providence, Rhode Island.
Auf Deutsch erschien von ihm 1975 das Buch Rot schlägt Weiss: die neue Grafik und das Design der Russischen Revolution.